# Murcia myrica
Murcia myrica är en kvalsterart som först beskrevs av Gjelstrup och Solhøy 1994.  Murcia myrica ingår i släktet Murcia och familjen Ceratozetidae. Inga underarter finns listade i Catalogue of Life.